# Serhij Omeljanowycz
Serhij Omeljanowycz (ukr. Сергій Омельянович; ur. 13 sierpnia 1977 w Woroszyłowgradzie, Ukraińska SRR; zm. 21 lipca 2015 w Lobbes) – ukraiński piłkarz, grający na pozycji pomocnika – juniorski i młodzieżowy reprezentant Ukrainy. Miał też obywatelstwo belgijskie.

## Kariera piłkarska

### Kariera klubowa
Wychowanek klubów Szachtar Donieck i Zoria Ługańsk. 20 marca 1994 jako 17 latek zadebiutował w pierwszoligowym zespole Zorii Ługańsk w meczu z Szachtarem Donieck (0:3). Utalentowanego młodego piłkarza zaprosił belgijski klub Royal Charleroi. Spędził w klubie 7 lat, po czym w 2001 przeszedł do Westerlo. Następne trzy sezony bronił barw Verbroedering Geel. Latem 2005 wyjechał na pół roku do Finlandii, gdzie grał w AC Allianssi. Na początku 2006 powrócił do Belgii, gdzie został piłkarzem Tubize. W lipcu 2006 podpisał kontrakt z greckim Ethnikos Asteras, ale już po miesiącu wrócił do Belgii. Potem występował w klubach Ronse, RFC de Liège i Wallonia Walhain. We wrześniu 2009 podpisał kontrakt z klubem FCLL.

### Kariera reprezentacyjna
W 1994 występował w juniorskiej reprezentacji Ukrainy. Na juniorskich mistrzostwach Europy w 1994, rozgrywanych w Irlandii, ukraińska reprezentacja zajęła 3. miejsce. W 1998 rozegrał jeden mecz w składzie młodzieżowej reprezentacji Ukrainy. Przez podwójne obywatelstwo, które zabrania nowa Konstytucja Ukrainy, nie mógł występować w głównej reprezentacji Ukrainy.
21 lipca 2015 w został znaleziony martwym we własnym domu w belgijskim miasteczku Lobbes.

## Sukcesy i odznaczenia

### Sukcesy reprezentacyjne
- brązowy medalista Mistrzostw Europy U-16: 1994